# Municipio de Morgan (condado de Cleburne)
El municipio de Morgan (en inglés: Morgan Township) es un municipio ubicado en el condado de Cleburne en el estado estadounidense de Arkansas. En el año 2010 tenía una población de 537 habitantes y una densidad poblacional de 16,78 personas por km².

## Geografía
El municipio de Morgan se encuentra ubicado en las coordenadas 35°36′18″N 92°12′32″O / 35.60500, -92.20889. Según la Oficina del Censo de los Estados Unidos, el municipio tiene una superficie total de 31.99 km², de la cual 22,79 km² corresponden a tierra firme y (28,75 %) 9,2 km² es agua.

## Demografía
Según el censo de 2010, había 537 personas residiendo en el municipio de Morgan. La densidad de población era de 16,78 hab./km². De los 537 habitantes, el municipio de Morgan estaba compuesto por el 97,95 % blancos, el 0,37 % eran afroamericanos, el 0,19 % eran amerindios, el 0,37 % eran asiáticos y el 1,12 % eran de una mezcla de razas. Del total de la población el 0,93 % eran hispanos o latinos de cualquier raza.